# Barbara Rinke

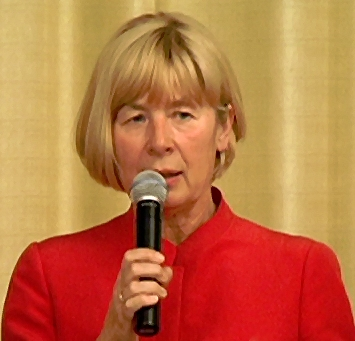
Barbara Rinke (2009)

Barbara Rinke (* 8. Januar 1947 als Barbara Rulf in Nordhausen) ist eine deutsche Kommunalpolitikerin (SPD) und war von 1994 bis 2012 Oberbürgermeisterin der Stadt Nordhausen am Harz. In den Jahren 2003 bis 2009 war sie Präses der Synode der Evangelischen Kirche in Deutschland (EKD) und als solche Mitglied des Rates der EKD.

## Werdegang
Barbara Rinke besuchte die Schule in Nordhausen und studierte nach ihrem Facharbeiterabschluss als Gebrauchswerberin Werbeökonomie. Nach Abschluss des Studiums im Jahre 1972 nahm sie eine berufliche Tätigkeit als Werbeökonomin auf. Von 1972 bis 1974 war sie Betriebsleiterin des elterlichen, halbstaatlichen Betriebs und stand ihm nach der Reprivatisierung 1990 noch vier Jahre als Geschäftsführerin vor.
Schon früh in der ehrenamtlichen Arbeit für die evangelische Kirche aktiv, wurde sie in die Landessynode gewählt und war 15 Jahre Mitglied der Kirchenleitung. Nach der Wiedervereinigung trat sie in die SPD ein.
Von 1994 bis 2012 war Barbara Rinke Oberbürgermeisterin von Nordhausen. Rinke war im Oktober 2002 zur Bildung des Regierungskabinetts Schröder II als Bundesfamilienministerin im Gespräch. Sie lehnte das Angebot jedoch ab.
Barbara Rinke gehört seit langem dem Präsidium des Deutschen Evangelischen Kirchentags an und war von 1997 bis 1999 dessen Präsidentin. In der 8. und 9. Synode der EKD (den ersten gesamtdeutschen) war Barbara Rinke stellvertretende Präses. In der 10. Synode (2003–2009) war sie als Nachfolgerin Jürgen Schmudes Präses. Ihr folgte 2009 Katrin Göring-Eckardt.
Barbara Rinke ist verheiratet und Mutter von vier Töchtern.

## Sonstige Funktionen/Ämter
- Mitglied im Hauptausschuss des Deutschen Städtetages

## Ehrungen
- 2005: Verdienstkreuz 1. Klasse der Bundesrepublik Deutschland